# Pilea cavernicola
Pilea cavernicola là một loài thực vật trong họ Tầm ma, là loài bản địa Trung Quốc. Loài cây này được tìm thấy ở trong hang động ở Phượng Sơn, Hà Trì, Quảng Tây, Trung Quốc. Cây cao khoảng 0,5 m. Cây mọc trong điều kiện ánh sáng rất thấp, chỉ cần môi trường có độ sáng tương đương 0,04% ánh sáng Mặt Trời. Loài này được phát hiện năm 2012 bởi Alex Monro, nhà nghiên cứu thực vật của Bảo tàng Lịch sử Tự nhiên tại thành phố London, cùng các nhà khoa học Trung Quốc.